# Freak Island
Freak Island (鬼畜島?, Kichikujima, lett. "L'isola diabolica") è un manga scritto e disegnato da Masaya Hokazono. È stato pubblicato sulla rivista digitale Web Comic Gamma dal 26 dicembre 2013 al 12 settembre 2022.
In Italia è stato pubblicato da Star Comics nella collana Kappa Extra dal 6 aprile 2016.

## Trama
La storia ha come protagonisti un gruppo di studenti universitari di Tokyo, i quali fanno parte di un club di archeologia. Un giorno, i sei ragazzi, decidono di partire verso l'isola di Kikuchi tramite uno yacht e quasi arrivati a destinazione scorgono una colonna di fumo levarsi da una zona dell'isola. Higashiyama, il più grande del gruppo, decide di tuffarsi subito in acqua per scoprire cosa sta succedendo ma non appena arriva sulla terraferma viene attaccato da un misterioso uomo che indossa la maschera di un maiale che lo colpisce brutalmente con un martello. I compagni vedono la scena in lontananza e rimangono basiti; una delle ragazze, Uehara, innamorata di Higashiyama, chiede al gruppo di soccorrere il compagno e dopo molte insistenze, Takaku decide di tuffarsi a sua volta per raggiungere il luogo dove si è compiuto il massacro.
Mentre sta nuotando, Takaku si accorge che il fondale è colmo di bidoni di scorie radioattive e che lo yacht è affondato, ma per fortuna tutti i componenti del gruppo arrivano sani e salvi sull'isola. Poco dopo vedono un rogo nel quale stanno bruciando i resti di un corpo, ma dell'amico Higashiyama non vi è nessuna traccia. Dopo alcune discussioni sul da farsi, dove il nervosismo è sempre maggiore, Takaku ed i suoi compagni optano di tentare il tutto e per tutto per raggiungere il villaggio che avevano precedentemente intravisto, ma questo sarà solo l'inizio di un gioco per la sopravvivenza dove il sangue e la disperazione saranno dominanti.

## Media

### Manga
Il manga, scritto e disegnato da Masaya Hokazono, è stato serializzato dal 26 dicembre 2013 al 12 settembre 2022 sulla rivista digitale Web Comic Gamma edita da Takeshobo. I capitoli sono stati raccolti in 24 volumi tankōbon pubblicati dal 22 maggio 2014 al 15 dicembre 2022.
Un prequel dal titolo Zōmotsushima (臓物島? lett. "L'isola delle frattaglie"), ad opera dello stesso autore, è stato serializzato dal 13 maggio 2019 al 15 maggio 2020 sulla rivista digitale LINE Manga di Line Corporation. I capitoli sono stati raccolti in 4 volumi tankōbon pubblicati dal 15 novembre 2019 al 15 maggio 2020. La storia vede come protagonista una modella emergente di nome Alice, che accetta di prendere parte a un servizio di moda su un'isola diversa dalle altre. Insieme ai suoi compagni di viaggi dovrà sopravvivere ai mostri che la abitano.
Uno spin-off intitolato Koisuru kichikushima (恋する鬼畜島? lett. "La strana isola innamorata"), scritto sempre da Masaya Hokazono e disegnato da Ryuu Horie, è stato serializzato dal 10 febbraio 2020 al 3 agosto 2021 sulla rivista digitale LINE Manga di Line Corporation. I capitoli sono stati raccolti in 2 volumi tankōbon pubblicati dal 13 gennaio 2021 al 14 gennaio 2022. Il manga è una commedia romantica scolastica che ha come protagonista il serial killer della serie originale Kaoru nei panni di una liceale che si innamora del compagno di scuola superiore Takahisa, il protagonista di Freak Island. Come membro del comitato disciplinare della scuola, Kaoru si mostra severa con i ragazzi, ma i suoi sentimenti vengono sconvolti quando incontra Takahisa.
In Italia la serie principale è stata pubblicata da Star Comics nella collana Kappa Extra dal 6 aprile 2016. Nel luglio 2019, lo stesso editore comunica che la pubblicazione è stata momentaneamente interrotta per motivi burocratici tra la casa editrice giapponese e quelle estere.

#### Volumi
| Freak Island (24 volumi)        |                   |                        |                   |                        |
| 1                               | 22 maggio 2014    | ISBN 978-4-8124-8584-2 | 6 aprile 2016     | ISBN 978-88-6920-612-2 |
| 2                               | 6 dicembre 2014   | ISBN 978-4-8019-5049-8 | 8 giugno 2016     | ISBN 978-88-226-0044-8 |
| 3                               | 17 giugno 2015    | ISBN 978-4-8019-5273-7 | 14 settembre 2016 | ISBN 978-88-226-0303-6 |
| 4                               | 7 dicembre 2015   | ISBN 978-4-8019-5416-8 | 9 novembre 2016   | ISBN 978-88-226-0366-1 |
| 5                               | 28 aprile 2016    | ISBN 978-4-8019-5512-7 | 7 dicembre 2016   | ISBN 978-88-226-0404-0 |
| 6                               | 27 agosto 2016    | ISBN 978-4-8019-5621-6 | 12 aprile 2017    | ISBN 978-88-226-0557-3 |
| 7                               | 27 gennaio 2017   | ISBN 978-4-8019-5737-4 | 10 gennaio 2018   | ISBN 978-88-226-0825-3 |
| 8                               | 27 luglio 2017    | ISBN 978-4-8019-6005-3 | 9 maggio 2018     | ISBN 978-88-226-0999-1 |
| 9                               | 28 febbraio 2018  | ISBN 978-4-8019-6199-9 | —                 | —                      |
| 10                              | 15 novembre 2019  | ISBN 978-4-9097-6792-9 | —                 | —                      |
| 11                              | 15 febbraio 2020  | ISBN 978-4-8669-7023-3 | —                 | —                      |
| 12                              | 15 luglio 2020    | ISBN 978-4-8669-7065-3 | —                 | —                      |
| 13                              | 15 settembre 2020 | ISBN 978-4-8669-7093-6 | —                 | —                      |
| 14                              | 13 novembre 2020  | ISBN 978-4-8669-7113-1 | —                 | —                      |
| 15                              | 15 gennaio 2021   | ISBN 978-4-86697-143-8 | —                 | —                      |
| 16                              | 15 aprile 2021    | ISBN 978-4-86697-162-9 | —                 | —                      |
| 17                              | 15 giugno 2021    | ISBN 978-4-86697-179-7 | —                 | —                      |
| 18                              | 15 ottobre 2021   | ISBN 978-4-86697-217-6 | —                 | —                      |
| 19                              | 15 aprile 2022    | ISBN 978-4-86697-254-1 | —                 | —                      |
| 20                              | 15 luglio 2022    | ISBN 978-4-86697-269-5 | —                 | —                      |
| 21                              | 15 settembre 2022 | ISBN 978-4-86697-276-3 | —                 | —                      |
| 22                              | 14 ottobre 2022   | ISBN 978-4-86697-280-0 | —                 | —                      |
| 23                              | 15 novembre 2022  | ISBN 978-4-86697-282-4 | —                 | —                      |
| 24                              | 15 dicembre 2022  | ISBN 978-4-86697-290-9 | —                 | —                      |
| Zōmotsushima (4 volumi)         |                   |                        |                   |                        |
| 1                               | 15 novembre 2019  | ISBN 978-4-909767-93-6 | —                 | —                      |
| 2                               | 15 febbraio 2020  | ISBN 978-4-86697-024-0 | —                 | —                      |
| 3                               | 15 aprile 2020    | ISBN 978-4-86697-043-1 | —                 | —                      |
| 4                               | 15 maggio 2020    | ISBN 978-4-86697-047-9 | —                 | —                      |
| Koisuru kichikushima (2 volumi) |                   |                        |                   |                        |
| 1                               | 13 gennaio 2021   | ISBN 978-4-86697-144-5 | —                 | —                      |
| 2                               | 14 gennaio 2022   | ISBN 978-4-86697-243-5 | —                 | —                      |

### Anime
Un anime spin-off intitolato Kaoru no taisetsu na mono (カオルの大切なモノ?) e prodotto da Kachidoki Studio, è stato trasmesso dal 18 novembre 2020 al 27 ottobre 2021 per un totale di 50 episodi. La serie vede i protagonisti di Freak Island in situazioni tranquille e comiche nella vita di tutti i giorni.

## Accoglienza
Maria Antonietta Idotta di MangaForever ha recensito il primo volume del manga, definendolo un "signor horror con l'acca maiuscola". Si soffermò sulla prima scena rappresentata nel prologo trovandola come un concentrato di crudeltà, violenza e tensione che sapeva inchiodare il lettore alla sedia, porgendogli un biglietto da visita scritto a caratteri cubitali sanguinolenti. Non vi era un attimo di tregua tra le pagine della storia dato che la normalità veniva subito spazzata dalle scene violente poco successive. Il ritmo della storia risultava serrato e questo non permetteva di soffermarsi troppo sulla caratterizzazione dei personaggi, che avrebbero però avuto sicuramente maggior spazio nel successivo volume, ma un horror che si rispetti doveva avere innanzitutto azione, sangue e urla, e in Freak Island questi elementi erano tutti presenti. Il manga si rivelava perfetto anche dal punto di vista artistico, dove la realizzazione tecnica risultava riuscitissima, i dettagli erano curati al millimetro, e gli elementi splatter sembravano fuoriuscire dalle via dei fogli. Concluse trovandolo un viaggio nel gore a tinte thriller.